# Herminia Gómez Carrasco
Herminia Gómez Carrasco (Chihuahua) es una profesora, exguerrillera, funcionaria pública, activista y defensora de derechos humanos mexicana.

## Trayectoria
Estudió en la Escuela Normal Rural Ricardo Flores Magón, realizó actividades estudiantiles encaminadas en defender la permanencia de las escuelas normales rurales, influenciada por sus padres, quienes participaron de forma activa en los movimientos del campesinado.
A finales de la década de los sesenta, se incorporó con otras mujeres, en el último grupo del Movimiento de Acción Revolucionaria, que recibió formación militar y marxista-leninista, en Corea del Norte. Ese entrenamiento tuvo como objetivo fortalecer sus actividades de lucha; sin embargo no tuvo continuidad dado que fue víctima de desaparición forzada, detención arbitraria y tortura por tres años.
En el 2023, su testimonio fue presentado en las reuniones Diálogos por la verdad, organizadas dentro del Mecanismo para la verdad y el esclarecimiento histórico, debido la vulneración a sus derechos humanos cuando participó como guerrillera.
Después de su liberación, Herminia concluyó sus estudios en 1977 y comenzó a trabajar un año después. Regresó a Chihuahua y se asentó en Felipe Ángeles, en donde fue docente. Posteriormente, inició su participación política incorporándose en la lucha magisterial.
Desde 2021, se desempeña como diputada en el Congreso del Estado de Chihuahua y es presidenta de la Comisión de Derechos Humanos y Atención a Grupos Vulnerables.

### Activismo
La exguerrillera dirige su activismo a la defensoría, sobre todo, de personas con discapacidad y personas neurodivergentes a través del impulso de leyes para su inclusión en las políticas públicas, eliminar la discriminación y fomentar el respeto en Chihuahua.

La activista declaró que:
De poco o nada sirve iluminar edificios, o usar playeras y hacer publicaciones en redes sociales expresando empatía hacia la neurodivergencia si estas acciones no se traducen en resultados concretos: atención en escuelas, acceso a diagnóstico, capacitación para docentes y profesionales de la salud, terapias, investigación, asignación de presupuesto y políticas públicas efectivas.

## Filmografía
Participó en el documental Mujeres del Mar, donde comparte parte de su experiencia junto con otras mujeres, sobre el entrenamiento que recibieron en su juventud.